# AVENGER
『AVENGER』（アヴェンジャー）は、2003年10月2日から同年12月25日までの1:00 - 1:30（テレビ東京での場合）にテレビ東京系列で放送された全13話のテレビアニメ。地球に棄てられた未来の火星を舞台として、女戦士レイラ・アシュレイの復讐の旅を描く。
2004年から2005年にかけてAT-Xでも放送された。

## ストーリー
時は遥か未来。舞台は赤き大地の広がる星・火星。地球に棄てられた火星は人々がドームの中の都市に住まい、貧しい資源の分配が各ドームの代表闘士による闘いで決められている。また、生まれなくなった子供、月の接近による天変地異など、大きな受難にも見舞われている。人々は無敵の闘士ヴォルクと女神ウェスタの下、子供の代わりとしてアンドロイド・ドールを愛玩し、緩やかな破滅の道を歩んでいた。
そんな時代に現れた1人の美しき女性闘士レイラ・アシュレイは、どの都市にも属さずに大地に生きるバルバロイとして、ドールのネイと共に旅を続けていた。その目的は、オリジナルダズンであるヴォルクへの復讐であった。人類の黄昏の中、レイラとネイの旅の果てに意外な結末が待ち受ける。

## 登場人物
レイラ・アシュレイ
声 - 豊口めぐみ
本作の主人公。バルバロイの女闘士。端整な顔立ちをしているが、表情に乏しく、口数も極めて少ない。圧倒的な強さからヴォルクの娘だと噂されているが、実際にはその兄クロスの養子である。13年前に火星に移民しようとした月の移民船団唯一の生き残りで、移民船を撃沈したヴォルクへの復讐だけを目的に旅を続けている。
ネイ
声 - かないみか
レイラと共に旅をするオッドアイが印象に残る少女型ドール。その正体は火星に不妊現象が起きてから8年ぶりに生まれた正真正銘の子供であり、彼女を巡って物語が大きく動き出す。幼少時から研究材料として付け狙われて来た過去を持ち、身を守るためにドールとして振舞っていたが、直感的に人間であると見破ったレイラの前では自然体な表情を見せ共に依存関係にある。
スピーディ
声 - 太田真一郎
セリーナシティに住むドールブリーダーの青年。必要に応じてあらゆる雑務をこなすため「何でも屋」と人々に呼ばれている。
町で偶然出会ったレイラの人並み外れた強さとネイの素性に興味を持ち、彼女たちの旅に無理矢理同行する。最初は望まれぬ形であったが、様々な危機を共に乗り越えることで仲間としての絆を深めた。ドールブリーダーとしての腕前はかなり立ち、リモコン操作でドールの基幹システムを遠隔制御できるほど。黒服ドールとの戦いではプロテクトの強化されたタイプですら停止状態に追い込んだ。
ヴォルク
声 - 家中宏
オリジナルダズンのリーダー的存在で火星の実質的な支配者。ヴォルクシティの市長兼代表闘士でもある。代表闘士戦では不敗神話を打ちたて「常勝不敗の魔神」、「瞬殺のヴォルク」、「魔神ヴォルク」などと呼ばれ畏怖されている。火星を守ると言う目的のためならば手段を選ばず極度に保守的である。
先触れの船を撃墜したことに関してはオリジナルダズンの間でも大きな波紋を呼ぶが、自衛のためとは言え一方を無情にも殺してしまったことに自らも苦悩し続けた。その衝撃は思いのほか大きく、翌年の代表闘士戦は出場を辞退したほどである。火星の守護者として長年に渡って君臨し続けた結果、個人の幸せは完全に放棄してしまっている。
ウェスタ
声 - 島本須美
オリジナルダズンの一人で、火星の人々からは「女神」と呼ばれ慕われている美しい女性。ヴォルクの側で彼を支えているが、強行的な手段を用いる彼を諌めることも多い。その一方では、ドームから離反したクロスとも接触を図るなど、ドームと外の橋渡しも担う。
アルス / クロス
声 - 屋良有作
元はアルスと呼ばれたオリジナルダズン。ヴォルクとは実の兄弟だが、先触れの一件以来は袂を分かちバルバロイとなる。兄弟同士で反発しているものの、互いが火星にとって必要な存在であることを認めている奇妙な信頼関係を築く。
クロスとなってからはドームの外から人類の生きる術を模索しており、バルバロイの生活の支援などを行っていた。その間にレイラとネイを救い彼女たちを引き合わせた張本人でもある。活力を失っていた幼少のレイラには、復讐と言う生存目的を植え付け、生活環境の厳しい火星の大地を生き抜く術として地球流の格闘術を教える。その際に自らをヴォルクと名乗り、復讐の矛先を自分へ向けようとしていたがレイラには看破されていたため、復讐の旅路を止めることは出来なかった。
パーン
声 - 千葉一伸
ヴォルクの側近。常にサングラスを着用している。独自に命令を発する権限も持っており多忙なヴォルクに代わって雑務をこなす。

## キーワード
移民認識票
解説者によってはドッグタグとも呼んでいる。先触れの船の船員たちに配布された物で二枚一組。名前の下にはマイクロチップがついており機械でも判別できる代物。
オリジナルダズン
第一次火星植民計画の12人の中心者たちを指す。うち8名はすでに死亡しており、残る4名は火星を永続的に支えられるように延命処理を施している。だが改造が身体に悪影響を及ぼしているため、運動の出来る時間は極端に短い。通常の人間よりも頑強だが、心臓部を繋ぐチューブを裂かれるか、貫かれると絶命する。
火星
地球消滅後の人類が生存可能な最良の星。オリジナルダズンの手によってある程度までテラフォーミングが行われ、とりあえず自給自足が出来るまでの生活環境は維持されている。しかし近年では原因不明の死産現象や、月の接近時に起こるルナストームなど様々な受難に見舞われ、その将来は絶望的である。結果、人々の精神は病み続け緩やかに崩壊の一途を辿っている。
コールドスリープ
低温状態で長期間、身体の老化を防ぐ科学技術。火星移民の初期にはすでに一般化されている。
サイバネティックマテリアル
オリジナルダズンの不老と延命処理を支える物質。体へ定期的に注入し続けなければ、クロスのように急激な老化が始まってしまう。長年に渡って使い続けたためか、残量は残りわずかである。
ストレイドール
所有者および認識番号を持たないドールのこと。通常、認識番号を欠いたドールは廃棄処分されドール製造のリサイクルへと繋がるのだが、何らかの理由で破壊を免れた一部のドール達はストレイドールとして荒野を目的なく彷徨っている。火星ではこのストレイドールの増加が社会問題の一つとして捉えられている。
月
地球消滅後の地球人たちが眠る星。月の民たちは、月の軌道を原始的な方法で捻じ曲げ火星の衛星軌道上にまで接近しており、将来的には火星に入植しようと目論んでいる。月の接近時には火星の大地にルナストームやそれを上回る天変地異が起こるため、火星市民にとっては災いの象徴である。
月の先触れ
13年前に月から火星へと向かった移民船団の呼称。資源の不足していた火星では月の住民達も養うことは不可能であったため、共倒れを恐れたヴォルクの手により火星衛星のフォボスとダイモスに設置されたマスドライバーで一つ残らず撃沈される。将来的に起こる月の民たちとの移民問題の発端であることから、「先触れ」というような表現が用いられている。
テラフォームバクテリオ
火星におけるテラフォーミングを可能にした物質。人類の生活に適するような大気の組成改造を行う夢のような物質だが、活動時間が極度に短くテラフォーミングを促進させるには継続して散布しなければ効果がない。そのため月の接近により火星の関連施設が壊滅してからはドーム外のテラフォーミングが滞ってしまうこととなる。ただしバクテリオを散布するコアがドームの核部分に埋め込まれているため、ドーム内は例外である。
闘士戦
闘士（格闘家）同士の戦いのこと。「正式闘士戦」と「代表闘士戦」の二種類が存在する。
正式闘士戦
ドーム市長立会いの下に行われる闘士戦。規定外の装具の使用は不可で、どちらかが戦闘不能となるまで戦い、敗者は所有する全ての権利を勝者に剥奪される（生きる権利まで剥奪される）。作中で行われる闘士戦のほとんどはこの正式闘士戦である。
代表闘士戦
22年前にヴォルクが発案した新しい資源分配の制度。2年に一度、各ドーム代表の闘士による格闘大会を行い、その戦績によって資源の分配量を都市ごとに固定するというもの。上位の都市ほど多くの資源を受け取ることが出来る。一見滅茶苦茶な制度だが、闘士戦施行前よりは貧富の差が緩やかになっているため、政策としては十分機能している模様。また代表闘士の座は社会から炙れた一部の市民たちの目標にもなっている。発案者であるヴォルクは第1回大会から参加を続け、欠場した第6回大会を除き常勝を誇る。
ドーム
オリジナルダズンが火星の各地に建造した都市郡。各ドームはその都市の市長が治めており、日本における都道府県に近い行政区分である。ルナストームにも耐えられる強固な巨大シェルターの中にあらゆる施設が集中しており、大気の状態も一定値まで安定しているため、ドームの外とは比較にならないほど快適な生活空間である。当初はテラフォーミング完了までの仮住まいとして作られたが、地球消滅後は人類が生存可能な最後の砦となっている。
ドール
子供の代用品として火星に広く支給された愛玩用アンドロイド。
ドールブリーダー
ドールの整備やカスタマイズなどを手広く行うメカニックの通称。元々は正規に設けられた職業ではなく、ドールの普及と共に一般化した。作中では唯一スピーディのみがこれに属する。
バルバロイ
ドームシティの市民権を持たず、荒野をさ迷う者の蔑称。

## スタッフ
- 監督 - 真下耕一
- シリーズ構成 - きむらひでふみ
- 世界観設定 - 沢村光彦
- キャラクター原案 - 田上俊介
- キャラクターデザイン - 番由紀子
- メカニックデザイン - 寺岡賢司
- 色彩設計 - 佐藤節子、小島真喜子
- 特殊効果 - 村上正博
- 美術監督 - 小山俊久
- 撮影監督 - 青木孝司、齋藤仁
- 編集 - 森田清次
- 音楽 - ALI PROJECT
- 音響演出 - なかのとおる
- プロデューサー - 池田慎一、森本浩二、里見哲朗
- 制作 - ビィートレイン
- 制作協力 - プロダクション・アイジー
- 製作 - 読売広告社、バンダイビジュアル

## 主題歌・挿入歌
- オープニングテーマ「月蝕グランギニョル」
- エンディングテーマ「未來のイヴ」
- 最終回エンディング「地獄の季節」
- 挿入歌「MOTHER」
- 挿入歌「少女殉血」
- 挿入歌「繭」

全曲とも作詞：宝野アリカ / 作曲・編曲：片倉三起也 / 歌・演奏：ALI PROJECT。

## 各話リスト
| 話数 | サブタイトル | 脚本           | 絵コンテ          | 演出     | 作画監督 |
| ---- | ------------ | -------------- | ----------------- | -------- | -------- |
| 1    | DOME         | きむらひでふみ | 真下耕一          | 川面真也 | 番由紀子 |
| 2    | DOLL         | きむらひでふみ | 黒澤雅之          | 黒澤雅之 | 門智明   |
| 3    | CHILD        | 沢村光彦       | 澤井幸次          | 守岡博   | 岩岡優子 |
| 4    | ADULT        | きむらひでふみ | 有江勇樹          | 有江勇樹 | 才木康寛 |
| 5    | SILHOUETTE   | きむらひでふみ | 黒川智之          | 黒川智之 | 津幡佳明 |
| 6    | REFLECTION   | きむらひでふみ | 川面真也          | 川面真也 | 門智昭   |
| 7    | BARBAROI     | 杉村さとみ     | 守岡博            | 守岡博   | 岩岡優子 |
| 8    | PILGRIM      | 沢村光彦       | 澤井幸次          | 有江勇樹 | 才木康寛 |
| 9    | GODDESS      | きむらひでふみ | 黒澤雅之          | 黒澤雅之 | 津幡佳明 |
| 10   | FROZEN       | きむらひでふみ | 有江勇樹 黒川智之 | 黒川智之 | 門智昭   |
| 11   | LUNATIC      | 杉村さとみ     | 川面真也          | 川面真也 | 芝美奈子 |
| 12   | MATCH        | きむらひでふみ | 守岡博            | 守岡博   | 才木康寛 |
| 13   | OUTER        | きむらひでふみ | 澤井幸次          | 有江勇樹 | 番由紀子 |

## 関連商品

### DVD

#### 国内版
全6巻。各巻2話収録、定価6090円。放送終了後の1月から毎月1巻ずつリリースされた。各初回版に書き下ろしピンナップが付属、通常・初回に関わらず作品の内容を事細かに説明する解説書が同封されている。
6巻のみ3話収録、定価7140円。第6巻の初回版には2004年1月号と2月号に「月刊電撃コミックガオ!」で吉富昭仁の書いた漫画版と、同時掲載された監督との対談を収録。
AVENGER スペシャルDVD
2004年の3月までにDVD第1巻初回版とサントラについてくる応募券をDVDの販売会社であるバンダイビジュアルへ送ると、特典としてもらえた非売品。

#### 北米版
2005年10月にBandai Entertainment(US)より発売されたDVD-BOX。金属製ケース入り、特殊なフィルムカードを4枚付属、全話収録で$34.98と、日本版に比べて格安の値段となっている。2006年1月には特典なし、通常のトールケースに収録された普及版DVD-BOX（価格は同じ$34.98）も発売された。

### CD
主題歌CD「月蝕グランギニョル」
OP曲「月蝕グランギニョル」、ED曲「未來のイヴ」を収録。
Avenger O.S.T.
2003年12月にビクターエンタテインメントから発売された全20曲入りのアルバム。主題歌、エンディング、挿入歌を全収録。BGMは一部未収録。

### その他の関連商品
AVENGER 設定資料集
ムービックから1500円で発売された作画関連の資料集。アニメイト系列で販売された。中には田上俊介のデザイン画など、作中で見ることのできない初期段階のイラストも確認できる。
AVENGER カード
2004年2月20日にフロンティアワークスから発売されたトレーディングカード。1パック360円で10枚入り、ノーマルカード45枚、SPカード6枚。全51種類に加え、7パック入りのBOXを買うともらえる特典カードが3種ある。

## 参考資料
- DVD特典解説書
- 月刊ニュータイプ2004年1月号
- 月刊電撃コミックガオ!2003年9月号 - 2004年2月号